# Fernando de Portugal, Conde da Flandres
Fernando Sanches de Portugal, da Borgonha ou da Flandres (em Francês e Flamengo Fernand, Ferdinand ou Ferrand) (Coimbra, 24 de Março de 1188 - Noyon, 27 de Julho de 1233), foi um Infante de Portugal, Conde de Hainaut e Conde da Flandres.

## Biografia

### Primeiros anos
Fernando era o quarto filho do segundo Rei de Portugal, D. Sancho I, e de Dulce de Aragão , filha de Raimundo Berengário IV de Barcelona e Petronila de Aragão.
A 26 de março de 1211, falecia em Coimbra Sancho I. O seu testamento, de outubro de 1209 era claroː dividia as suas maiores porções entre o herdeiro, Afonso II de Portugal, e as suas irmãs Teresa, Sancha e Mafalda, legando às três, sob o título de rainhas, a posse de alguns castelos no centro do país - Montemor-o-Velho, Seia e Alenquer -, com as respectivas vilas, termos, alcaidarias e rendimentos). Este testamento provocou violentos conflitos internos (1211-1216) entre Afonso II e as suas irmãs, pois Afonso tentava centralizar o poder régio e impedir a acumulação exagerada de bens pela Igreja e pela Ordens onde as suas irmãs ingressaram. 
O conflito gerou também querelas, embora menores, com os restantes irmãos, que percebendo a política centralizadora do irmão, procuraram novos apoios e novas honrarias fora de Portugal. Foram os casos de Pedro, que conseguiu apoio em 
Aragão, e conseguiu ser, pelo casamento, conde de Urgel, e mais tarde, por beneplácito régio, rei de Maiorca, ou Fernando, que se tornaria conde da Flandres. O infante terá saído de Portugal depois de maio de 1210 (uma vez que nessa data assinava com o pai e irmãos os forais de Ferreiros, Fontemanha e Valdaviz), o mais provável terá ter partido pouco antes ou mesmo depois da morte do pai, uma vez que partira cerca de um ano antes do seu casamento. Ter-se-á feito acompanhar pela irmã Berengária na sua jornada para a corte francesa para junto da sua tia e irmã de Sancho I, a condessa Teresa de Portugal. 

### Casamento
Teresa já fora condessa da Flandres (1183-1191) sua regente (1190-1191) e também duquesa de Borgonha (1193-1195), e era portanto uma personagem de grande influência na corte francesa. Teresa era viúva de um dos mais ricos condes franceses da época. Desta forma, não abandonou os seus, e trata de negociar casamentos para os seus sobrinhos: é desta forma, que, com a sua intervenção, que Fernando casa, em Paris, a 1 de janeiro de 1212, com a Condessa da Flandres e Hainaut, Joana, e filha de Balduíno IX/VI da Flandres-Hainaut e Maria de Champanhe. Existem fontes que referem que Teresa pagou uma quantia elevada ao rei de França para favorecer o casamento da condessa flamenga com o seu sobrinho.
Joana era chamada de Constantinopla, devido ao cargo do seu falecido pai como Imperador Latino de Constaninopla. A esposa do Imperador de Constantinopla era, por sua vez, filha de Henrique I e Maria, filha de Luís VII de França e Leonor de Aquitânia. Fernando tornou-se assim Conde da Flandres e Hainaut.
Deste matrimónio nasceria uma filha, Maria, herdeira do condado, e prometida em casamento com Roberto, conde de Artois, filho de Luís VIII de França e de seu esposa a rainha Branca de Castela, embora, Maria faleceu em vida de sua mãe.

### Conde da Flandres
Depois do casamento, Joana e Fernando foram para a Flandres, para tomarem posse do condado; porém, o delfim Luís, herdeiro de França e primo de Joana (filho mais velho de Filipe Augusto e da tia de Joana, Isabel de Hainaut), desejava recuperar o dote da sua falecida mãe, uma vasta parcela de território flamengo, incluindo Artois, que Balduíno de Constantinopla, pai de Joana, tinha tomado pela força depois da morte de Isabel.. Luís começou por ocupar as cidades flamengas de Saint-Omer e Aire. Joana e Fernando tiveram de aceitar a situação, pois a sua prioridade era tomar posse dos respetivos condados. Apesar de ser protegido do rei de França, não hesitou em exilar várias figuras proeminentes francesas da corte flamenga, iniciando ao invés negociações com a Inglaterra.

#### Batalha de Bouvines e prisão de Fernando

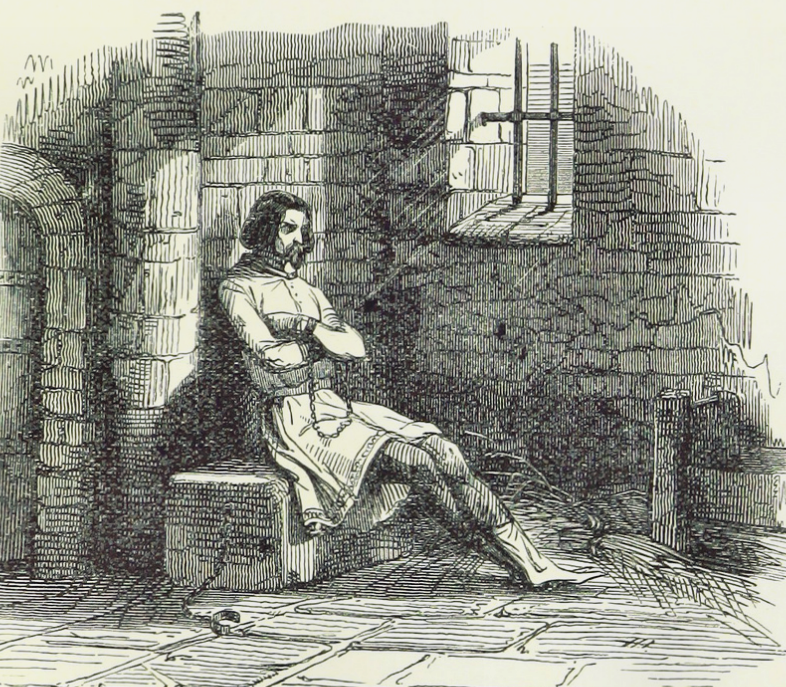
Fernando prisioneiro

A situação não permaneceu desta maneira por muito mais tempo: Fernando e Joana  rodearam-se de colaboradores fiéis e entraram em contacto com antigos aliados da Flandres contra a França: pediram auxílio a João de Inglaterra, e, integraram a liga anti-francesa, chefiada pelo Imperador Otão IV de Brunswick.
Em 1213, Fernando recusa assim o pedido de auxílio numa invasão a Inglaterra que então preparava, e Filipe resolve mover a sua armada para os portos desde Boulogne a Damme, tomando Bruges e Ypres, e assediando Gand. João de Inglaterra ataca assim a frota francesa, dispersando mais de 400 navios menores e capturando ou queimando pelo menos outros 80. Fernando entretanto, destruída a Flandres, refugiara-se na Zelândiae passaria a apoiar totalmente o rei de Inglaterra, integrando a aliança que unia desta forma a Flandres à Inglaterra, ao Ducado de Brabante, ao Ducado de Limburgo e ao Ducado de Lorena, com o apoio do Sacro-Império Romano-Germânico. Desta forma, o exército francês, em vez da paz, entrou na Flandres para saquear.
A 27 de julho de 1214, o exército aliado confrontou-se ao francês na planície de Bouvines, na chamada Batalha de Bouvines, que ficaria conhecida como um dos mais memoráveis encontros militares do norte europeu de princípios do século XIII. 
No rescaldo Fernando, bem como outros nobres, como Reinaldo de Dammartin, acabaram prisioneiros do rei de França, que os levou a Paris e aí encarcerado no castelo de Louvre, por cerca de doze anos.
A Joana coube governar o condado, sob estreita vigilância do rei de França, e desta forma Joana viu-se forçada a seguir uma política de submissão à França, que por sua vez garantia proteção contra o inimigo.

#### Libertação de Fernando

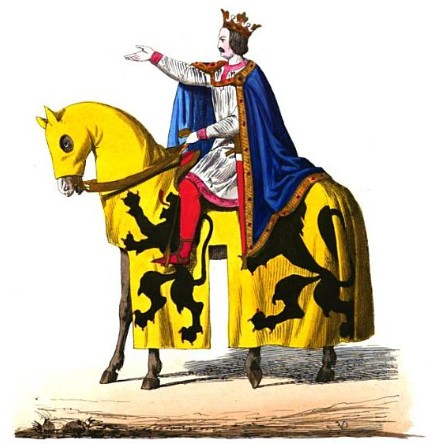
Fernando de Portugal.

A 5 de abril de 1226 Joana e Luís VIII assinaram o Tratado de Melun, pelo qual Joana pagou 50.000 libras pela liberdade do marido,e  ainda se comprometia a não construir castelos em propriedades a sul do rio Escalda. Fernando acabaria libertado no início do ano seguinte, a 6 de janeiro de 1227, já pela mão de Branca de Castela, cunhada do seu irmão Afonso II de Portugal, que estava casado (e já viúvo) com a irmã de Branca, Urraca de Castela. Branca regia durante a menoridade do seu filho Luís IX. Joana assegurava uma vez mais a fidelidade da Flandres à França. Novamente livre, Fernando passou a comportar-se como um bom vassalo, ignorando as contendas de alguns nobres com a regente do Reino.Fernando fundaria ainda um convento em Marquette, perto de Lille.
Em 1229 com a morte do jovem marquês de Namur, Henrique II, Fernando terá querido envolver-se na sucessão por forma a que o sucessor escolhido fosse ele próprio, mas acabou por vencer a irmã de Henrique, a condessa de Vianden Margarida de Namur. Mas Fernando não sairia completamente de mãos vazias: conseguiu para si os castelos de Vieuville, perto de Charleroi, e Golzinne, perto de Namur.

### Morte
Fernando terá falecido a 27 julho de 1233, em Noyon, e enterrado num mausoléu mandado construir pela condessa viúva, na Abadia de Marquette, pertencente à Ordem de Cister, perto de Lille.
Depois da morte de Fernando, o rei Luís IX de França terá ordenado a vinda da pequena herdeira, Maria, para Paris, onde em 1235 foi prometida a Roberto, conde de Artois, filho do rei. Porém a pequena não sobreviveu muito mais tempo. Faleceria em 1237.
Por seu lado, Joana desposaria em segundas núpcias Tomás II de Saboia, irmão do então conde Amadeu IV, ambos filhos de Tomás I de Saboia. O matrimónio foi celebrado depois da morte prematura de Maria.

## Casamento e descendência
De Joana, Fernando teve:
- Maria de Portugal (c.1227-1237), herdeira do condado, e prometida em casamento a Roberto, conde de Artois, filho de Luís IX de França.

## Ver Também
- História de Castelo Branco